# Теняево
Теня́ево (баш. Тәнәй) — село в Фёдоровском районе Башкортостана. Административный центр Теняевского сельсовета.

## География
Расстояние до:
- районного центра (Фёдоровка): 8 км,
- ближайшей ж/д станции (Мелеуз): 71 км.

## Население
| 2002 | 2009 | 2010 |
| ---- | ---- | ---- |
| 438  | →438 | ↗446 |

### Национальный состав
Согласно переписи 2002 года, преобладающая национальность — чуваши (89 %).

## Известные уроженцы
- Антипов-Каратаев, Иван Николаевич (1888—1965) — советский почвовед, академик АН Таджикской ССР. Доктор сельскохозяйственных наук.